# Берестовка
Бересто́вка (рос. Берестовка) — село у складі Новосергієвського району Оренбурзької області, Росія.

## Населення
Населення — 210 осіб (2010; 262 у 2002).
Національний склад (станом на 2002 рік):
- башкири — 34 %